# Normani
Normani Kordei Hamilton (født 31. maj 1996), kendt som Normani, er en amerikansk sanger, sangskriver og danser. Hun blev berømt som medlem af den amerikanske pigegruppe Fifth Harmony, som blev en af de bedst sælgende pigegrupper gennem tiderne. Mens hun var i Fifth Harmony, konkurrerede hun i Dancing with the Stars i 2017 og udgav sin debutsolo single "Love Lies" (2018), en duet med Khalid.
Normani har samarbejdet med Ariana Grande, Nicki Minaj og Megan Thee Stallion på soundtrackene til Charlie's Angels (2019) og Birds of Prey (2020).

## Diskografi

### Singler
- "Love Lies" (med Khalid) (2018)
- "Waves" (med 6lack) (2018)
- "Dancing with a Stranger" (med Sam Smith) (2019)
- "Motivation" (2019)
- "Diamonds" (med Megan Thee Stallion) (2020)
- "Wild Side" (med Cardi B) (2021)
- "Fair" (2022)
- "New to You" (med Tinashe og Offset) (2022)